# Jardim Esmeraldina

O Jardim Esmeraldina é um bairro da Região Sul de Campinas, tendo a noroeste o Jardim Samambaia, a leste o Anel Viário de Campinas (e a divisa com Valinhos) e a sudoeste o Jardim Estoril.
O loteamento do Jardim Esmeraldina foi criado pelo primeiro japonês a se tornar proprietário de terras no município de Campinas, Eizo Kasahara (um dos fundadores da Cooperativa Agrícola de Campinas e ex-presidente do Instituto Cultural Nipo Brasileiro de Campinas). 
Ao mudar-se para o Brasil na década de 30, adquiriu terras que após serem loteadas pelo imigrante, vieram a se tornar o Jardim Esmeraldina.
Atualmente (2013) ainda residem no Jardim Esmeraldina descendentes da família Kasahara, que possuem lotes e imóveis no bairro.   
Em 12 de julho de 2006 foi promulgada a Lei Municipal 12.594/06 a qual denominou Praça 04 do Loteamento Jardim Esmeraldina, perimetrada pelas ruas Achilles Brasil, Rua Marinês Caricchio Boseli de Souza e as duas vias da Avenida Edmundo Vignatti como PRAÇA EIZO KASAHARA, em homenagem ao fundador do bairro. 
A seguir, a redação da lei na íntegra:
Lei nº 12594 de 12 de Julho de 2006 - 
Denominada Praça Eizo Kasahara uma Praça Pública Do Município De Campinas
http://www.campinas.sp.gov.br/uploads/pdf/1523080261.pdf

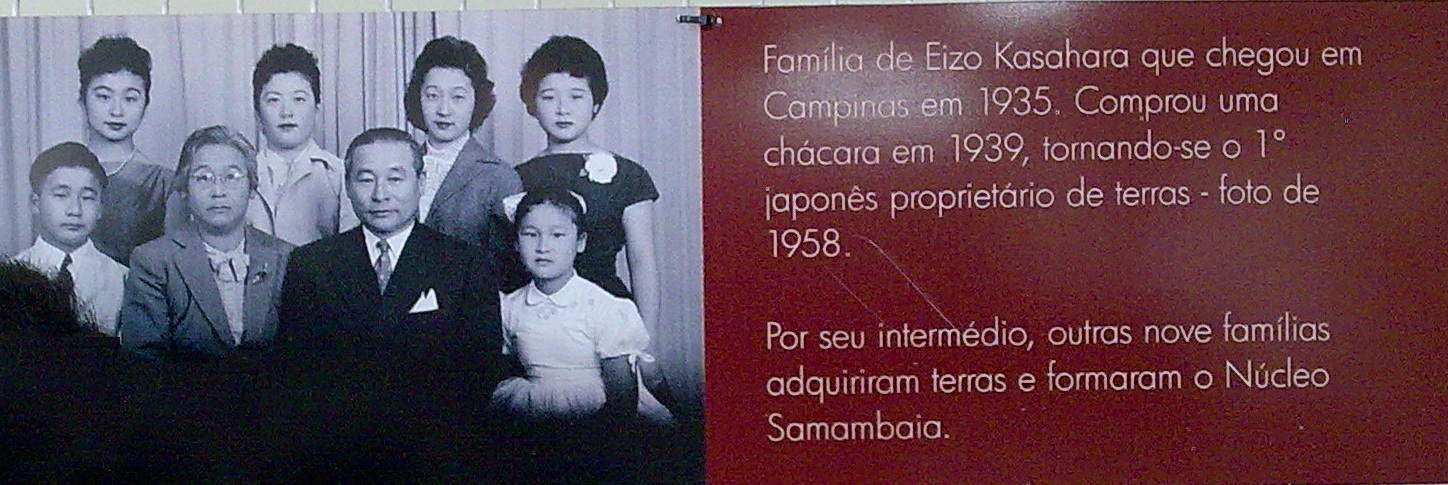
Foto da Família Kasahara

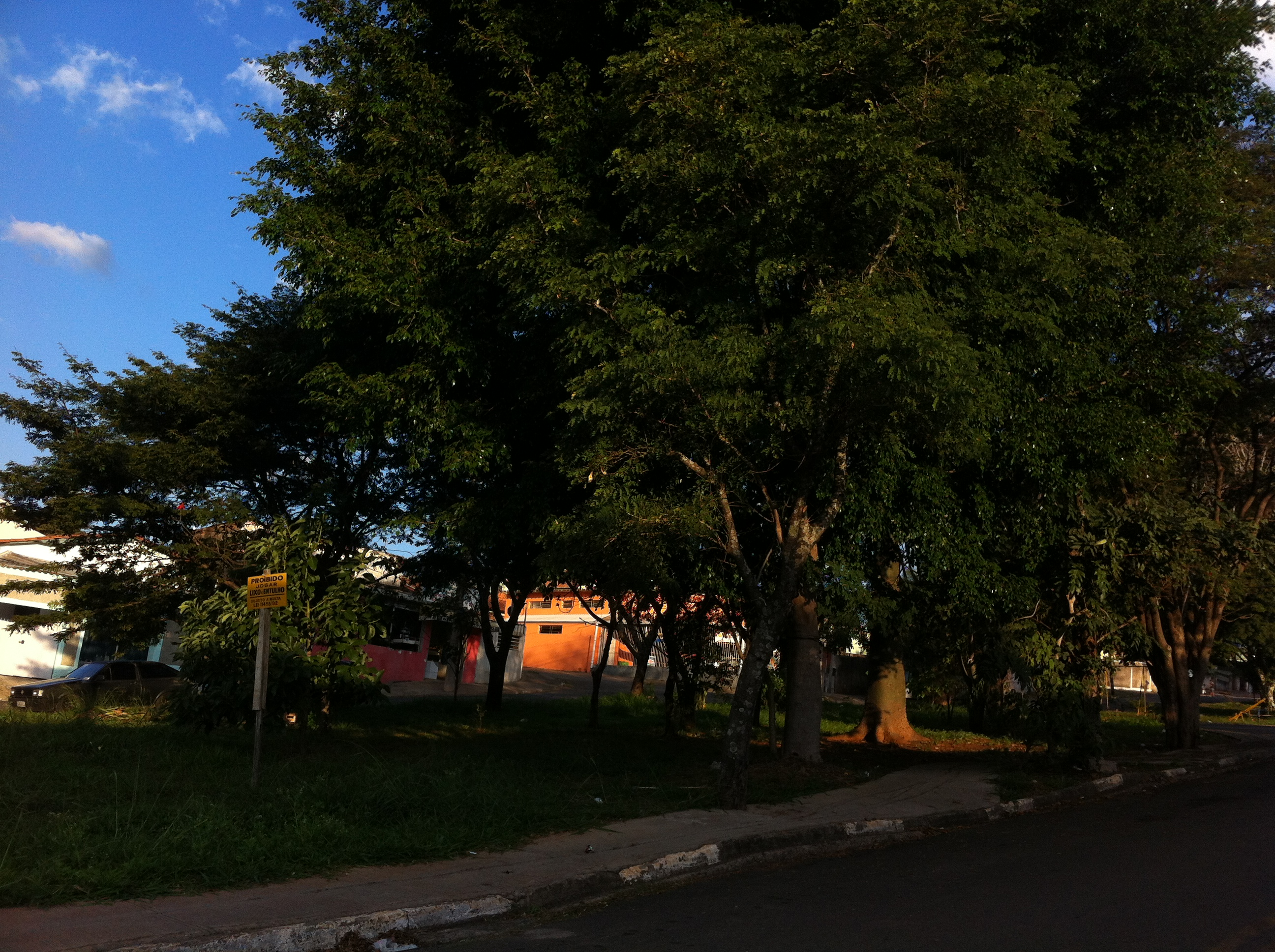
Praça Eizo Kasahara

1. Jardim Maísa (está entre o Jardim Esmeraldina e o Jardim Monte Líbano);
2. Jardim Aliança (está a leste, ao lado do Anel Viário de Campinas, junto ao limite municipal com Valinhos);
3. Jardim Monte Líbano (está entre o Jardim Maisa e o Jardim Estoril).